# Unmerry Melodies
Unmerry Melodies is het debuutalbum van de Amerikaanse punkband Bigwig en de tweede uitgave van de band in totaal. Het album werd in de Verenigde Staten uitgegeven op 30 april 1997 op cd en cassette door het platenlabel Fearless Records. Op 21 oktober 1998 werd het op cd uitgegeven in Japan.
De eerste uitgave van de band betreft de single "Bigwig" (1996), dat werd uitgegeven door het platenlabel Fueled by Ramen. "Bigwig" en Unmerry Melodies zijn de enige twee albums van de band waar de oorspronkelijke formatie op te horen is. Ook staat op beide albums het nummer "Drunken Knight".

## Nummers
Veel van de nummers op het album zijn later heruitgegeven op diverse compilatiealbums van verschillende platenlabels. Alle cd-versies van het album hebben een hidden track, die overigens geen titel heeft. Dit geldt dus niet voor de cassette-versie.
1. "Old Lady" - 3:00
2. "Best of Me" - 2:28
3. "Drunken Knight" - 2:59
4. "Cheers" - 1:54
5. "Pro-Life Taker" - 2:14
6. "My So Called Friend" - 2:56
7. "Stops" - 2:36
8. "Your in Sample" - 1:23
9. "Bad Timing" - 2:49
10. "Dylan's Song" - 1:40
11. "Carnivore" - 2:35
12. "The Girl in the Green Jacket" - 2:47
13. (hidden track) - 1:10

## Band
- John Castaldo - basgitaar, achtergrondzang
- Tom Petta - zang, gitaar
- Dan Rominski - drums
- Josh Farrell - gitaar